# العلاقات القرغيزستانية الكورية الجنوبية
العلاقات القيرغيزستانية الكورية الجنوبية هي العلاقات الثنائية التي تجمع بين قيرغيزستان وكوريا الجنوبية.

## مقارنة بين البلدين
هذه مقارنة عامة ومرجعية للدولتين:
| وجه المقارنة                                              | قيرغيزستان                      | كوريا الجنوبية                                                          |
| --------------------------------------------------------- | ------------------------------- | ----------------------------------------------------------------------- |
| المساحة (كم2)                                             | 199.95 ألف                      | 100.30 ألف                                                              |
| عدد السكان (نسمة)                                         | 6.20 مليون                      | 51.47 مليون                                                             |
| الكثافة السكانية (ن./كم²)                                 | 31.01                           | 513.16                                                                  |
| العاصمة                                                   | بيشكك                           | سول                                                                     |
| اللغة الرسمية                                             | اللغة الروسية، اللغة القيرغيزية | اللغة الكورية                                                           |
| العملة                                                    | سوم قيرغيزستاني                 | وون كوري جنوبي                                                          |
| الناتج المحلي الإجمالي (بليون دولار)                      | 7.56 مليار                      | 1.53 تريليون                                                            |
| الناتج المحلي الإجمالي (تعادل القوة الشرائية) بليون دولار | 20.45 مليار                     | 1.75 تريليون                                                            |
| الناتج المحلي الإجمالي الاسمي للفرد دولار أمريكي          | 1.10 ألف                        | 27.22 ألف                                                               |
| الناتج المحلي الإجمالي للفرد دولار أمريكي                 |                                 |                                                                         |
| مؤشر التنمية البشرية                                      | 0.655                           | 0.901                                                                   |
| رمز المكالمات الدولي                                      | +996                            | +82                                                                     |
| رمز الإنترنت                                              | .kg                             | .kr                                                                     |
| المنطقة الزمنية                                           | ت ع م+06:00                     | توقيت كوريا الجنوبية، ت ع م+09:00، آسيا/سيول ‏، ت ع م+08:00، ت ع م+08:30 |

## منظمات دولية مشتركة
يشترك البلدان في عضوية مجموعة من المنظمات الدولية، منها:
| علم المنظمة | اسم المنظمة                                                | تاريخ انضمام قيرغيزستان | تاريخ انضمام كوريا الجنوبية |
| ----------- | ---------------------------------------------------------- | ----------------------- | --------------------------- |
|             | مؤسسة التمويل الدولية                                      | 11 فبراير 1993          | 16 مارس 1964                |
|             | منظمة حظر الأسلحة الكيميائية                               | ?                       | ?                           |
|             | يونسكو                                                     | 2 يونيو 1992            | 14 يونيو 1950               |
|             | الأمم المتحدة                                              | 2 مارس 1992             | 17 سبتمبر 1991              |
|             | منظمة الشرطة الجنائية الدولية                              | ?                       | ?                           |
|             | البنك الدولي للإنشاء والتعمير                              | 18 سبتمبر 1992          | 26 أغسطس 1955               |
|             | العملية المشتركة للاتحاد الأفريقي والأمم المتحدة في دارفور | ?                       | ?                           |
|             | الاتحاد البريدي العالمي                                    | ?                       | ?                           |
|             | مؤسسة التنمية الدولية                                      | 24 سبتمبر 1992          | 18 مايو 1961                |
|             | منظمة التجارة العالمية                                     | ?                       | ?                           |
|             | بنك التنمية الآسيوي                                        | 1994                    | 1966                        |
|             | وكالة ضمان الاستثمار متعدد الأطراف                         | 21 سبتمبر 1993          | 12 أبريل 1988               |

## وصلات خارجية
- موقع وزارة الخارجية الكورية الجنوبية